# Alexander O’Neal

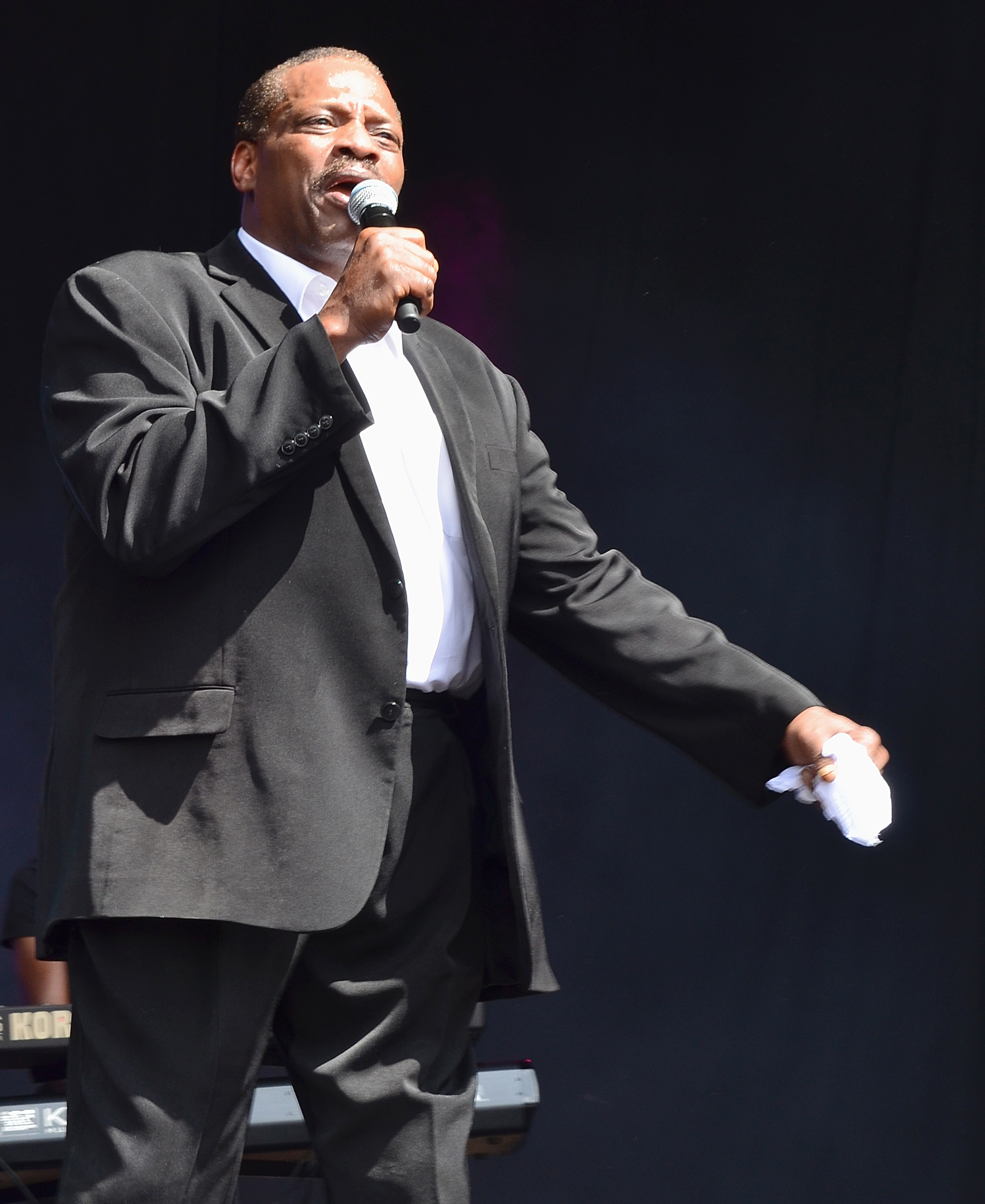
Alexander O’Neal (2014)

Alexander O’Neal (* 15. November 1953 in Natchez, Mississippi) ist ein US-amerikanischer R&B-Sänger. Seine größten Erfolge hatte er in der zweiten Hälfte der 1980er Jahre mit dem Produzententeam Jimmy Jam und Terry Lewis. Insgesamt platzierte er zwischen 1985 und 1993 16 Hits in den amerikanischen R&B-Charts.

## Karriere
Alexander O’Neal wuchs in armen Verhältnissen in Mississippi auf, seine Mutter zog ihn und seine fünf Geschwister ohne den Vater auf, der vor seiner Geburt bei einem Unfall gestorben war. Mit 20 zog er nach Minneapolis und versuchte, mit regionalen Bands Geld zu verdienen. 1979 wurde er Mitglied bei der Band Flyte Tyme, die Anfang der 1980er Jahre als Vorgruppe von Prince spielte und der auch die späteren Produzenten Jimmy Jam und Terry Lewis angehörten. O’Neal verließ die Band allerdings noch, bevor deren ersten LP unter dem neuen Gruppennamen The Time erschien. Im Anschluss startete O’Neal eine Solokarriere.
Seine ersten Singles Do You Dare? und Attitude erschienen 1983 bei kleineren Labels, hatten aber keinen Erfolg. Der kommerzielle Durchbruch stellte sich erst mit dem Wechsel zu Tabu Records und der Zusammenarbeit mit Jam und Lewis ein. Das Produzentenduo verantwortete das Debüt Alexander O’Neal (1985), das mit Innocent und If You Were Here Tonight O’Neals erste beiden Top-20-Erfolge in den R&B-Charts enthielt. Der endgültige Durchbruch gelang dem Sänger Anfang 1986, als er mit seiner R&B-Kollegin Cherrelle das Duett Saturday Love einsang. Die Single erreichte die Top-30 der USA, kletterte auf Platz 2 der R&B-Charts und war auch ein Top-10-Erfolg in Großbritannien. Das Duo wiederholte den Erfolg zwei Jahre später mit Never Knew Love Like This (USA 28, R&B 2, Großbritannien 26).
O’Neal hatte Alkohol- und Drogenprobleme, die ihn 1986 zu einer Entziehungskur zwangen. Danach ging es mit seiner Karriere weiter aufwärts: O’Neals erfolgreichstes Album Hearsay erschien 1987 und erhielt eine Gold-Auszeichnung in den USA für über 500.000 verkaufte Einheiten. Das Werk wurde erneut von Jam/Lewis produziert und lehnte sich konzeptionell an das autobiografische Album Control von Janet Jackson an, die zeitgleich mit demselben Produzententeam Weltkarriere machte. Mit Fake und Criticize wurden die erfolgreichsten Singles in der Karriere O’Neals ausgekoppelt, die den Sänger auch in Deutschland bekannt machten. Fake war zudem seine einzige Nummer eins in den amerikanischen R&B-Charts.
Noch erfolgreicher lief es in Großbritannien, wo sich O’Neal auf eine besonders treue Fangemeinde verlassen konnte. Criticize war hier ein Top-10-Erfolg, weitere Single-Auskopplungen aus Hearsay und Remixe reichten noch bis in das Jahr 1989. Ende 1988 veröffentlichte O’Neal außerdem eine Weihnachtsplatte. Auf dem Höhepunkt seines Erfolges trat O’Neal an sechs ausverkauften Abenden im Londoner Wembley-Stadion auf – ein Rekord für einen afroamerikanischen Sänger.
1991 veröffentlichte O’Neal das Album All True Man, welches erneut mit Gold in den USA ausgezeichnet wurde. Der Titelsong war ein Hit in den USA (Platz 43, R&B 5) und Großbritannien (Platz 18). Nach diesem Album endete die Zusammenarbeit mit Jam und Lewis, parallel dazu nahm auch O’Neals Erfolg ab. Zudem kämpfte der Sänger seit einigen Jahren erneut mit seiner Drogensucht. Mit dem mäßig erfolgreichen Album Love Makes No Sense endete 1993 der Vertrag mit Tabu, anschließend veröffentlichte der Sänger in größeren Abständen Alben bei kleineren Plattenfirmen. Als Live-Künstler ist er nach wie vor gefragt, zudem tritt er weiterhin mit seiner Kollegin Cherrelle auf. 2010 zog O’Neal, nachdem er 14 Jahre lang in London gelebt hatte, zurück nach Minneapolis. 2011 präsentierte der afroamerikanische Fernsehsender TV One eine Folge mit O’Neal und Cherrelle in der Reihe Unsung, die sich R&B-Stars widmet, die weniger Aufmerksamkeit als andere erhielten.

## Diskografie

### Studioalben
| Jahr | Titel               | Höchstplatzierung, Gesamtwochen, AuszeichnungChartplatzierungen (Jahr, Titel, Platzierungen, Wochen, Auszeichnungen, Anmerkungen) | Höchstplatzierung, Gesamtwochen, AuszeichnungChartplatzierungen (Jahr, Titel, Platzierungen, Wochen, Auszeichnungen, Anmerkungen) | Höchstplatzierung, Gesamtwochen, AuszeichnungChartplatzierungen (Jahr, Titel, Platzierungen, Wochen, Auszeichnungen, Anmerkungen) | Höchstplatzierung, Gesamtwochen, AuszeichnungChartplatzierungen (Jahr, Titel, Platzierungen, Wochen, Auszeichnungen, Anmerkungen) | Höchstplatzierung, Gesamtwochen, AuszeichnungChartplatzierungen (Jahr, Titel, Platzierungen, Wochen, Auszeichnungen, Anmerkungen) | Anmerkungen                             |
| Jahr | Titel               | DE | AT | CH | UK | US | Anmerkungen                             |
| ---- | ------------------- | --- | --- | --- | --- | --- | --------------------------------------- |
| 1985 | Alexander O’Neal    | — | — | — | UK19 Gold · (18 Wo.)UK | US92 (18 Wo.)US | Erstveröffentlichung: 8. März 1985      |
| 1987 | Hearsay             | DE22 (13 Wo.)DE | AT22 (2 Wo.)AT | — | UK4 ×3Dreifachplatin · (103 Wo.)UK                                                                                                | US29 Gold · (40 Wo.)US | Erstveröffentlichung: 29. Juli 1987     |
| 1989 | My Gift to You      | — | — | — | UK53 (3 Wo.)UK | US149 (5 Wo.)US | Erstveröffentlichung: 11. November 1988 |
| 1991 | All True Man        | DE36 (10 Wo.)DE | — | — | UK2 Gold · (16 Wo.)UK | US49 Gold · (15 Wo.)US | Erstveröffentlichung: 25. Januar 1991   |
| 1993 | Love Makes No Sense | — | — | — | UK14 (4 Wo.)UK | US89 (8 Wo.)US | Erstveröffentlichung: 9. Februar 1993   |
| 1996 | Lovers Again        | DE63 (2 Wo.)DE | — | — | — | — | Erstveröffentlichung: 1996              |
| 2008 | Alex Loves          | — | — | — | UK49 (2 Wo.)UK | — | Erstveröffentlichung: 28. Januar 2008   |

### Kompilationen
| Jahr | Titel                                        | Höchstplatzierung, Gesamtwochen, AuszeichnungChartplatzierungen (Jahr, Titel, Platzierungen, Wochen, Auszeichnungen, Anmerkungen) | Höchstplatzierung, Gesamtwochen, AuszeichnungChartplatzierungen (Jahr, Titel, Platzierungen, Wochen, Auszeichnungen, Anmerkungen) | Höchstplatzierung, Gesamtwochen, AuszeichnungChartplatzierungen (Jahr, Titel, Platzierungen, Wochen, Auszeichnungen, Anmerkungen) | Höchstplatzierung, Gesamtwochen, AuszeichnungChartplatzierungen (Jahr, Titel, Platzierungen, Wochen, Auszeichnungen, Anmerkungen) | Höchstplatzierung, Gesamtwochen, AuszeichnungChartplatzierungen (Jahr, Titel, Platzierungen, Wochen, Auszeichnungen, Anmerkungen) | Anmerkungen                       |
| Jahr | Titel                                        | DE | AT | CH | UK | US | Anmerkungen                       |
| ---- | -------------------------------------------- | --- | --- | --- | --- | --- | --------------------------------- |
| 1988 | All Mixed Up                                 | — | — | — | — | US185 (5 Wo.)US | Erstveröffentlichung: 1988        |
| 1992 | This Thing Called Love: The Greatest Hits of | — | — | — | UK4 Gold · (18 Wo.)UK | — | Erstveröffentlichung: Mai 1992    |
| 2004 | Greatest Hits                                | — | — | — | UK12 Gold · (6 Wo.)UK | — | Erstveröffentlichung: August 2004 |

Weitere Alben
- 1995: The Best of
- 2002: Saga of a Married Man
- 2010: Five Questions: The New Journey
- 2011: Icon
- 2017: Hearsay 30

### Singles
| Jahr | Titel Album                                                 | Höchstplatzierung, Gesamtwochen, AuszeichnungChartplatzierungen (Jahr, Titel, Album, Platzierungen, Wochen, Auszeichnungen, Anmerkungen) | Höchstplatzierung, Gesamtwochen, AuszeichnungChartplatzierungen (Jahr, Titel, Album, Platzierungen, Wochen, Auszeichnungen, Anmerkungen) | Höchstplatzierung, Gesamtwochen, AuszeichnungChartplatzierungen (Jahr, Titel, Album, Platzierungen, Wochen, Auszeichnungen, Anmerkungen) | Höchstplatzierung, Gesamtwochen, AuszeichnungChartplatzierungen (Jahr, Titel, Album, Platzierungen, Wochen, Auszeichnungen, Anmerkungen) | Höchstplatzierung, Gesamtwochen, AuszeichnungChartplatzierungen (Jahr, Titel, Album, Platzierungen, Wochen, Auszeichnungen, Anmerkungen) | Anmerkungen                                       |
| Jahr | Titel Album                                                 | DE | AT | CH | UK | US | Anmerkungen                                       |
| ---- | ----------------------------------------------------------- | --- | --- | --- | --- | --- | ------------------------------------------------- |
| 1985 | Saturday Love Greatest Hits / High Priority                 | — | — | — | UK6 (14 Wo.)UK | US26 (17 Wo.)US | Erstveröffentlichung: 1985 mit Cherrelle          |
| 1985 | If You Were Here Tonight Alexander O’Neal                   | — | — | — | UK13 (14 Wo.)UK | — | Erstveröffentlichung: Mai 1985                    |
| 1985 | A Broken Heart Can Mend Alexander O’Neal                    | — | — | — | UK53 (6 Wo.)UK | — | Erstveröffentlichung: August 1985                 |
| 1986 | What’s Missing Alexander O’Neal                             | — | — | — | UK90 (3 Wo.)UK | — | Erstveröffentlichung: Mai 1986                    |
| 1986 | You Were Meant to Be My Lady Alexander O’Neal               | — | — | — | UK98 (1 Wo.)UK | — | Erstveröffentlichung: August 1986                 |
| 1987 | Fake Hearsay                                                | DE17 (12 Wo.)DE | — | CH22 (5 Wo.)CH | UK16 (17 Wo.)UK | US25 (15 Wo.)US | Erstveröffentlichung: Mai 1987                    |
| 1987 | Criticize Hearsay                                           | DE24 (13 Wo.)DE | — | — | UK4 Silber · (16 Wo.)UK | US70 (11 Wo.)US | Erstveröffentlichung: Oktober 1987                |
| 1987 | Never Knew Love Like This Hearsay / Greatest Hits           | DE49 (6 Wo.)DE | — | — | UK26 (7 Wo.)UK | US28 (14 Wo.)US | Erstveröffentlichung: Dezember 1987 mit Cherrelle |
| 1988 | The Lovers Hearsay                                          | — | — | — | UK28 (4 Wo.)UK | — | Erstveröffentlichung: Mai 1988                    |
| 1988 | (What Can I Say) To Make You Love Me Hearsay                | — | — | — | UK27 (5 Wo.)UK | — | Erstveröffentlichung: Juli 1988                   |
| 1988 | The Christmas Song/Thank You for a Good Year My Gift to You | — | — | — | UK30 (5 Wo.)UK | — | Erstveröffentlichung: Dezember 1988               |
| 1989 | Hearsay                                                     | — | — | — | UK56 (3 Wo.)UK | — | Erstveröffentlichung: Februar 1989                |
| 1989 | Sunshine Hearsay                                            | — | — | — | UK72 (2 Wo.)UK | — | Erstveröffentlichung: August 1989                 |
| 1989 | Hit Mix (Official Bootleg Megamix) –                        | DE43 (9 Wo.)DE | — | — | UK19 (7 Wo.)UK | — | Erstveröffentlichung: Dezember 1989               |
| 1991 | All True Man                                                | — | — | — | UK18 (7 Wo.)UK | US43 (11 Wo.)US | Erstveröffentlichung: Januar 1991                 |
| 1991 | What Is This Thing Called Love? All True Man                | — | — | — | UK53 (3 Wo.)UK | — | Erstveröffentlichung: März 1991                   |
| 1991 | Shame on Me All True Man                                    | — | — | — | UK71 (1 Wo.)UK | — | Erstveröffentlichung: Mai 1991                    |
| 1992 | Sentimental All True Man                                    | — | — | — | UK53 (2 Wo.)UK | — | Erstveröffentlichung: Mai 1992                    |
| 1992 | Love Makes No Sense                                         | — | — | — | UK26 (3 Wo.)UK | — | Erstveröffentlichung: Dezember 1992               |
| 1993 | In the Middle Love Makes No Sense                           | — | — | — | UK32 (3 Wo.)UK | — | Erstveröffentlichung: Juni 1993                   |
| 1993 | All That Matters to Me Love Makes No Sense                  | DE51 (12 Wo.)DE | — | — | UK67 (1 Wo.)UK | — | Erstveröffentlichung: August 1993                 |
| 1993 | Since I’ve Been Lovin’ You Love Makes No Sense              | DE51 (19 Wo.)DE | — | — | — | — | Erstveröffentlichung: November 1993               |
| 1996 | Let’s Get Together Lovers Again                             | — | — | — | UK38 (2 Wo.)UK | — | Erstveröffentlichung: Oktober 1996                |
| 1997 | Baby, Come to Me Lovers Again                               | — | — | — | UK56 (1 Wo.)UK | — | Erstveröffentlichung: Juli 1997 feat. Cherrelle   |